# Ștefan Dan Petrescu
Ștefan Dan Petrescu (Bukarest, 1944. május 19. – 2020. július 20.) román nemzetközi labdarúgó-játékvezető.

## Pályafutása

### Nemzeti játékvezetés
1983-ban lett az I. Liga játékvezetője. Az aktív nemzeti játékvezetéstől 1992-ben vonult vissza.

### Nemzeti kupamérkőzések
Vezetett kupadöntők száma: 1.

#### Román kupa
| Időpont          | Helyszín                  | Mérkőzés típusa | Mérkőzés                                | Eredmény | Nézők száma |
| ---------------- | ------------------------- | --------------- | --------------------------------------- | -------- | ----------- |
| 1989. június 29. | Municipal Stadion, Brassó | döntő           | FC Dinamo București–FC Steaua București | 0 – 1    | 35 000      |

### Nemzetközi játékvezetés
A Román labdarúgó-szövetség Játékvezető Bizottsága (JB) terjesztette fel nemzetközi játékvezetőnek, a Nemzetközi Labdarúgó-szövetség (FIFA) 1985-től tartotta nyilván bírói keretében. Több nemzetek közötti válogatott és klubmérkőzést vezetett.  A román nemzetközi játékvezetők rangsorában, a világbajnokság-Európa-bajnokság sorrendjében többedmagával a 6. helyet foglalja el 4 találkozó szolgálatával. Az aktív nemzetközi játékvezetéstől 1992-ben búcsúzott.

#### Világbajnokság
A világbajnoki döntőhöz vezető úton Olaszországba a XIV., az 1990-es labdarúgó-világbajnokságra a FIFA JB bíróként alkalmazta.
| Időpont           | Helyszín                  | Mérkőzés típusa           | Mérkőzés             | Eredmény | Nézők száma |
| ----------------- | ------------------------- | ------------------------- | -------------------- | -------- | ----------- |
| 1989. április 26. | Nemzeti Stadion, Ta’ Qali | előselejtező (6. csoport) | Málta–Észak-Írország | 0 – 2    | 15 150      |

#### Európa-bajnokság
Az európai-labdarúgó torna döntőjéhez vezető úton Német Szövetségi Köztársaságba a VIII., az 1988-as labdarúgó-Európa-bajnokságra és Svédországba a IX., az 1992-es labdarúgó-Európa-bajnokságra az UEFA JB játékvezetőként foglalkoztatta.

##### 1988-as labdarúgó-Európa-bajnokság
| Időpont            | Helyszín                    | Mérkőzés típusa           | Mérkőzés                   | Eredmény | Nézők száma |
| ------------------ | --------------------------- | ------------------------- | -------------------------- | -------- | ----------- |
| 1986. november 12. | Atatürk Stadion, İzmir      | előselejtező (4. csoport) | Törökország–Észak-Írország | 0 – 0    | 21 919      |
| 1987. december 2.  | Üllői úti Stadion, Budapest | előselejtező (4. csoport) | Magyarország–Ciprus        | 1 – 0    | 2 000       |

##### 1992-es labdarúgó-Európa-bajnokság
| Időpont         | Helyszín               | Mérkőzés típusa           | Mérkőzés           | Eredmény | Nézők száma |
| --------------- | ---------------------- | ------------------------- | ------------------ | -------- | ----------- |
| 1991. május 29. | Lenin-stadion, Moszkva | előselejtező (3. csoport) | Szovjetunió–Ciprus | 4 – 0    | 14 200      |

---
A női európai labdarúgó torna döntőjéhez vezető úton Nyugat-Németország  rendezte a 3., az 1989-es női labdarúgó-Európa-bajnokságot, ahol az UEFA JB játékvezetőként foglalkoztatta.

###### Selejtező mérkőzés
| Időpont          | Helyszín                     | Mérkőzés típusa           | Mérkőzés          | Eredmény | Nézők száma |
| ---------------- | ---------------------------- | ------------------------- | ----------------- | -------- | ----------- |
| 1987. október 7. | Hévízi úti Stadion, Budapest | előselejtező (3. csoport) | Magyarország–NSZK | 0 – 1    | 500         |

## Sportvezetőként
Az aktív pályafutását követően 1999-2001 között az UEFA JB tagja lett. Belgiumba és Hollandiába rendezett XI., a 2000-es labdarúgó-Európa-bajnokságra a stadionok állapotát ellenőrizte. 2004-ben a Román Futsal Szövetség elnöke.